# Robert Walpole
Robert Walpole, 1. jarl af Orford (født 26. august 1676 i Norfolk, død 18. marts 1745 i City of Westminster) var en engelsk politiker, som var medlem af Underhuset for Whig-partiet fra 1701 til 1742. Robert Walpole anses som den første britiske premierminister, en post han tiltrådte den 4. april 1721 og fratrådte den 11. februar 1742.
Han søgte som premierminister at holde Storbritannien ude af krigeriske forviklinger for at øge handel og søfart. Han arbejdede derudover for et parlamentarisk styre.